# Portrait d'homme (Raphaël, 1503-1504)
Le Portrait d'homme est une peinture à l'huile sur bois de 45 × 31 cm, datant de 1503-1504 environ, du peintre Raphaël, conservée à la Galerie Borghèse à Rome.

## Histoire
Le tableau a été attribué auparavant à Hans Holbein le Jeune et au Pérugin.
Le tableau a été mentionné pour la première fois dans l'inventaire de 1700 de la Galerie Borghèse avec l'attribution à Raphaël. Dans les inventaires successifs, la peinture a été attribuée à Hans Holbein le Jeune (1833), puis, en 1869, Otto Mündler (1811 - 1870) l'identifia comme un possible autoportrait du Pérugin. Morelli reprit l'attribution à Raphaël comme un possible portrait du Pinturicchio.
En 1911, Raniero Cantalamessa fit restaurer le tableau par Luigi Cavenaghi. Des retouches ont été enlevées dont un couvre-chef et une lourde casaque en peau, ouverte sur une chemise claire qui avaient été peintes probablement afin de conforter l'attribution au peintre nordique.
Par la suite, hormis Adolfo Venturi, les plus grands historiens de l'art comme Gustavo Frizzoni, Franco Maria Ricci, Roberto Longhi, Minghetti et Giovanni Morelli furent unanimes quant à son attribution à Raphaël.
Quant à l'identification du personnage représenté, le nom du poète Serafino de' Cimminelli ainsi que Francesco Maria della Rovere ont été avancés.
La datation la plus communément admise situe la peinture juste avant celle du tableau du  Mariage de la Vierge (1503-1504).

## Description
Le personnage est représenté frontalement en buste, regardant le spectateur avec une légère divergence vers la droite qui adoucit le contact visuel direct et donne au sujet une connotation hautaine et réservée.
Sa chevelure est longue, ondulée, tombant sur les épaules. Il porte un couvre-chef très voyant dont le bord est relevé ainsi qu'un manteau et une cape noire.
L'arrière-plan est constitué par un paysage de style ombrien avec des collines qui se perdent à l'horizon et qui convergent en se dégradant vers le centre de la peinture afin de créer une sorte d'encadrement idéal pour le visage.
L'habillement est de couleur sombre et les rudes traits de sa physionomie donnent noblesse et autorité au personnage.

## Sources
- (it) Cet article est partiellement ou en totalité issu de l’article de Wikipédia en italien intitulé « Ritratto virile (Raffaello Galleria Borghese) » (voir la liste des auteurs).